# William Zeiske
William Zeiske, auch Wilhelm Zeiske und Willi Zeiske (* 26. August 1888 als Heinrich Friedrich Wilhelm Trube in Berlin; † 16. Dezember 1952 in Wiesbaden), war ein deutscher Stummfilmschauspieler und Filmaufnahmeleiter.

## Leben und Wirken
Zeiske war ein Sohn des Gastwirts Herrmann Zeiske und der Wirtschafterin Anna Trube. Wenige Wochen nach seiner Geburt heirateten seine Eltern. Wilhelm und sein jüngerer Bruder Walter Zeiske wurden gleich nach Ende des Ersten Weltkriegs vom Schauspieler, Produzenten und Regisseur Harry Piel angestellt, vornehmlich als Aufnahmeleiter. Rund um 1920/21 wirkte William Zeiske außerdem mit Nebenrollen in mehreren Piel‘schen Sensationsfilmen vor der Kamera mit. Zeiske blieb Piel als Aufnahmeleiter in losen Abständen bis 1936 verbunden, danach arbeitete er vor allem für andere Regisseure. Neben der Kooperation mit Piel wirkte Aufnahmeleiter Zeiske auch an G. W. Pabsts Antikriegsklassiker Westfront 1918 und an Richard Oswalds Franz-Schubert-Porträt Schuberts Frühlingstraum (beide 1930 gedreht) mit. Zeiskes letzte Großproduktion vor Kriegsende 1945 war die aufwendige Peter-Voss-Neuverfilmung Peter Voss, der Millionendieb. Nach dem Krieg nahmen Piel und Zeiske ein letztes Mal Kontakt zueinander auf, und William Zeiske diente dem Filmveteran als Produktionsassistent bei dessen Schwanengesang Der Tiger Akbar. Kurz darauf verstarb Zeiske an einem Herzschlag in seiner Wohnung in Wiesbaden, wo er sich nach dem Krieg angesiedelt hatte.

## Filmografie
Als Schauspieler, wenn nicht anders angegeben
- 1920: Das fliegende Auto
- 1921: Die Todesfalle
- 1921: Die geheimnisvolle Macht
- 1921: Harry Piels schwerster Sieg
- 1921: Der Reiter ohne Kopf
- 1929: Trust der Diebe (Aufnahmeleiter)
- 1929: Flucht in die Fremdenlegion (Aufnahmeleiter)
- 1933: Der Zarewitsch
- 1940: Alles Schwindel (Aufnahmeleiter)
- 1942: Die große Nummer (Aufnahmeleiter)
- 1943: Die Wirtin zum Weißen Rößl (Aufnahmeleiter)
- 1943/46: Peter Voss, der Millionendieb (Aufnahmeleiter)